# Csikvári Jákó
Csikvári Jákó, születési és 1881-ig használt nevén Wührl Jákó (Borosjenő, Pest vármegye, 1847. július 26. – Mátyásföld, 1913. november 3.) magyar királyi államvasúti felügyelő, ügyosztályvezető, közlekedési szakíró. 1879-ig Wührl családneve alatt irt. Álnevei és jegye: Borosjenői, Dr. Katona, Cs.

## Életpályája
Iskoláit Budán és Esztergomban végezte, majd néhány évig a tanítói pályán működött. 1869-ben hivatalnoka lett a később feloszlott országos gőzhajózási társaságnak, ahol eleinte mint gyakornok, később mint főpénztárnok működött. 1871-ben a magyar királyi államvasutak szolgálatába lépett és ettől kezdve minden szabad idejét az írásnak szentelte. Ő írta (még Wührl Jákó néven) az első magyar nyelvű vasúti lexikont. Wührl családi nevét 1881. november 17-én változtatta Csikvárira.
Ő alapította és szerkesztette a Magyar Közlekedésügy című havi folyóiratot, amelyből 1875-76-ban három kötet jelent meg Budapesten.
Cikkei, beszélyei, ismeretterjesztő közleményei 1872-től a következő lapokban jelentek meg: Erdély, Kolozsvári Közlöny, Nagyvárad, Délmagyarországi Lapok; ezután munkatársa lett a Jókai-féle Életképeknek, Fővárosi Lapoknak, Magyarország és Nagyvilágnak; később a Pesti Hirlapba, a Honba stb. dolgozott. Szakirodalmi működése 1874-ben kezdődött és irt a Vasúti és Közlekedési Közlönybe, a Közlekedésbe és a Magyar Tisztviselőbe (1874-76.)
1880-ban megindította a Magyar Tisztviselő című hetilapot, amelyet Perlaky Mihállyal együtt szerkesztett. Szépirodalmi dolgozatait is csaknem kizárólag ebben a lapban közölte. Csikvári volt az 1889-re szóló  Somogyi-féle Vasúti Zsebnaptárnak a főszerkesztője.
1881-ben a Népszínház pályázatára népszínművet is írt Az apa unokája címmel; művét 1882-ben a budai arenában adták elő.

## Emlékezete
Sírja a Nemzeti Sírkert részeként Budapesten a Fiumei úti sírkertben található. Sírjának képe.

## Művei
- A végrendelet (elbeszélés, Székesfehérvár, 1867);
- Kalászok az élet mezejéről (Pest, 1870);
- Vasúti könyvvitel (Budapest, 1874);
- Akik célt tévesztettek (tárcacikkek és beszélyek, Budapest, 1876);
- A világforgalom eszközei (Budapest, 1877);
- Téli estékre (Budapest, 1878);
- Magyar vasúti lexikon (Budapest, 1879);
- A közlekedési eszközök (Budapest, 1881-83); → reprint kiadás: Állami Könyvterjesztő Vállalat, Budapest, 1986[4]
- Vasúti számvitel (Budapest, 1887).